# Charles Arling
Charles Arling (Toronto, 22 agosto 1880 – Los Angeles, 21 aprile 1922) è stato un attore canadese del cinema muto, attivo tra il 1909 e il 1922.
Nella sua carriera ha interpretato 111 film. Il suo debutto cinematografico lo fece nel 1909 con The Open Gate, un cortometraggio della Biograph Company, diretto da David W. Griffith.

## Filmografia
- The Open Gate, regia di David W. Griffith - cortometraggio (1909)
- In Little Italy, regia di David W. Griffith - cortometraggio (1909)
- Stung! - cortometraggio (1910)
- Fruit and Flowers - cortometraggio (1910)
- In the Border States, regia di David W. Griffith - cortometraggio (1910)
- The Marked Time-Table, regia di D.W. Griffith - cortometraggio (1910)
- The Call to Arms, regia di David W. Griffith - cortometraggio (1910)
- A Mohawk's Way, regia di D.W. Griffith - cortometraggio (1910)
- A Game of Hearts, regia di Harry Solter - cortometraggio (1910)
- The Fur Coat - cortometraggio  (1910)
- Mendelssohn's Spring Song - cortometraggio (1910)
- Faithful Max - cortometraggio (1910)
- A Game for Two - cortometraggio (1910)
- The Crippled Teddy Bear - cortometraggio (1910)
- The Wise Druggist - cortometraggio (1911)
- The Dream, regia di Thomas H. Ince, George Loane Tucker - cortometraggio (1911)
- Saved by Telegraphy (1911)
- Maid or Man, regia di Thomas H. Ince - cortometraggio (1911)
- At the Duke's Command, regia di Thomas H. Ince - cortometraggio (1911)
- Legally Dead - cortometraggio (1911)
- When the Cat's Away, regia di Thomas H. Ince - cortometraggio (1911)
- A Western Courtship, regia di James Young Deer - cortometraggio (1911)
- Artful Kate, regia di Thomas H. Ince - cortometraggio (1911)
- The Changeling - cortometraggio (1911)
- A Manly Man, regia di Thomas H. Ince (1911)
- The Dynamiters (1911)
- A Decree of Destiny, regia di D.W. Griffith (1911)
- A Lonely Little Girl (1911)
- The Secret of the Palm, regia di Joseph W. Smiley (1911)
- The Penniless Prince, regia di Thomas H. Ince (1911)
- Sweet Memories, regia di Thomas H. Ince (1911)
- The Trading Stamp Mania (1911)
- The Burglar's Fee (1911)
- A New Life (1911)
- The Chief's Talisman (1911)
- The Rival Brothers' Patriotism, regia di Leopold Wharton (1911)
- The Foster Father (1911)
- Short-Lived Happiness (1911)
- Billy in Trouble (1911)
- The Society Girl and the Gypsy, regia di George LeSoir - cortometraggio (1911)
- The Stepsisters, regia di George LeSoir - cortometraggio (1911)
- As Fate Decreed (1911)
- Marooned (1911)
- Uncle Pete's Ruse (1911)
- Love's Renunciation, regia di Joseph A. Golden (1911)
- From the Bottom of the Sea (1911)
- Her Little Slipper, regia di Joseph A. Golden (1911)
- Billy's Séance (1911)
- At the Burglar's Command - cortometraggio  (1912)
- The Professor's Daughters (1912)
- Poor Jimmy (1912)
- In Little Italy, regia di William V. Mong (1912)
- From the Lawyer's Window (1912)
- A Stern Destiny (1912)
- Memories, regia di Leopold Wharton (1912)
- Come tarda a venire lo sposo (Locked Out of Wedlock), regia di Leopold Wharton (1912)
- Anguished Hours (1912)
- Che grosso gambero quello del sig. Arling (The Striped Bathing Suit), regia di Leopold Wharton (1912)
- The Country Boy (1912)
- Dynamited Love (1912)
- Bacio impossibile (The Elusive Kiss), regia di Leopold Wharton (1913)
- A White Rose (1913)
- La complicità del pendolo (There She Goes) - cortometraggio (1913)
- Luna di miele agitata (An Exciting Honeymoon), regia di Leopold Wharton - cortometraggio (1913)
- An Itinerant Wedding, regia di Leopold Wharton - cortometraggio (1913)
- A Modern Garrick (1913)
- Fickle Fortune's Favor (1913)
- Race Memories (1913)
- In the Same Boat (1913)
- The Elusive Turkey (1913)
- A Scandinavian Scandal - cortometraggio (1913)
- Dishing Dick's Dishwasher (1914)
- The Patched Adonis - cortometraggio (1914)
- September Morn (1914)
- Whiskers (1914)
- Detective Craig's Coup, regia di Donald MacKenzie (1914)
- The Quest of the Sacred Jewel, regia di George Fitzmaurice (1914)
- Jolts of Jealousy (1914)
- That Little Band of Gold (1915)
- The Lone Star Rush, regia di Edmund Mitchell (1915)
- Court House Crooks (1915)
- A Rascal's Foolish Way, regia di F. Richard Jones e Mack Sennett (1915)
- A Favorite Fool, regia di Edwin Frazee (1915)
- Crooked to the End, regia di Edwin Frazee e Walter C. Reed (1915)
- The Village Vampire, regia di Edwin Frazee (1916)
- An Oily Scoundrel, regia di Edwin Frazee (1916)
- The Selfish Woman, regia di E. Mason Hopper ((1916)
- Social Pirates, regia di Walter C. Reed (1917)
- Nuts in May, regia di Robin Williamson (1917)
- Chased into Love, regia di Charley Chase (1917)
- Her Father's Station, regia di Edwin Frazee (1917)
- A Footlight Flame, regia di Walter C. Reed (1917)
- Who Knows?, regia di Jack Pratt (1917)
- Humility, regia di Jack Pratt (1918)
- And a Still Small Voice, regia di Bertram Bracken (1918)
- The Spirit of '17, regia di William Desmond Taylor (1918)
- Mile-a-Minute Kendall, regia di William Desmond Taylor (1918)
- The Ranger, regia di Robert Gray (1918)
- No Man's Land, regia di Will S. Davis (1918)
- Il fuggiasco (film 1918) (The Border Wireless), regia di William S. Hart (1918)
- Smiles, regia di Arvid E. Gillstrom (1919)
- La svolta della strada (The Turn in the Road), regia di King Vidor (1919)
- Wagon Tracks, regia di Lambert Hillyer (1919)
- Il ritorno al paradiso terrestre (Back to God's Country), regia di David Hartford (1919)
- Snares of Paris, regia di Howard M. Mitchell (1919)
- In Old Kentucky, regia di Marshall Neilan (1919)
- The Triflers, regia di Christy Cabanne (1920)
- The Woman in Room 13, regia di Frank Lloyd (1920)
- Number 99, regia di Ernest C. Warde (1920)
- The Desperate Hero, regia di Wesley Ruggles (1920)
- L'uomo dal coltello a serramanico (The Jack-Knife Man), regia di King Vidor (1920)
- Blue Streak McCoy, regia di B. Reeves Eason (1920)
- A Beggar in Purple, regia di Edgar Lewis (1920)
- The Road Demon, regia di Lynn Reynolds (1921)
- The Vengeance Trail, regia di Charles R. Seeling (1921)
- A Daughter of the Law, regia di Jack Conway (1921)
- The Gray Dawn, regia di Benjamin B. Hampton, David Hampton, Jean Hersholt, Eliot Howe, Charles O. Rush e James Townsend (1922)
- Penrod, regia di Marshall Neilan (1922)
- When Romance Rides, regia di Jean Hersholt, Eliot Howe e Charles O. Rush (1922)
- A Wonderful Wife, regia di Paul Scardon (1922)
- Her Night of Nights, regia di Hobart Henley (1922)